# Chery Exeed VX
Der Chery Exeed VX ist ein Sport Utility Vehicle des chinesischen Automobilherstellers Chery Automobile, der unter der Marke Chery und der Submarke Exeed vermarktet wird. Der VX ist über dem 2019 eingeführten Chery Exeed TX positioniert.

## Geschichte
Vorgestellt wurde das siebensitzige Fahrzeug im November 2019 auf der Guangzhou Auto Show als Konzeptfahrzeug. Das Serienmodell debütierte im September 2020 auf der Shanghai Auto Show. Verkauft wird es auf dem chinesischen Markt seit März 2021 und auf dem russischen Markt seit Dezember 2021. Überarbeitete Versionen der Baureihe debütierten im März 2023 und im Februar 2025. Seit November 2023 gibt es auch eine sechssitzige Ausführung.

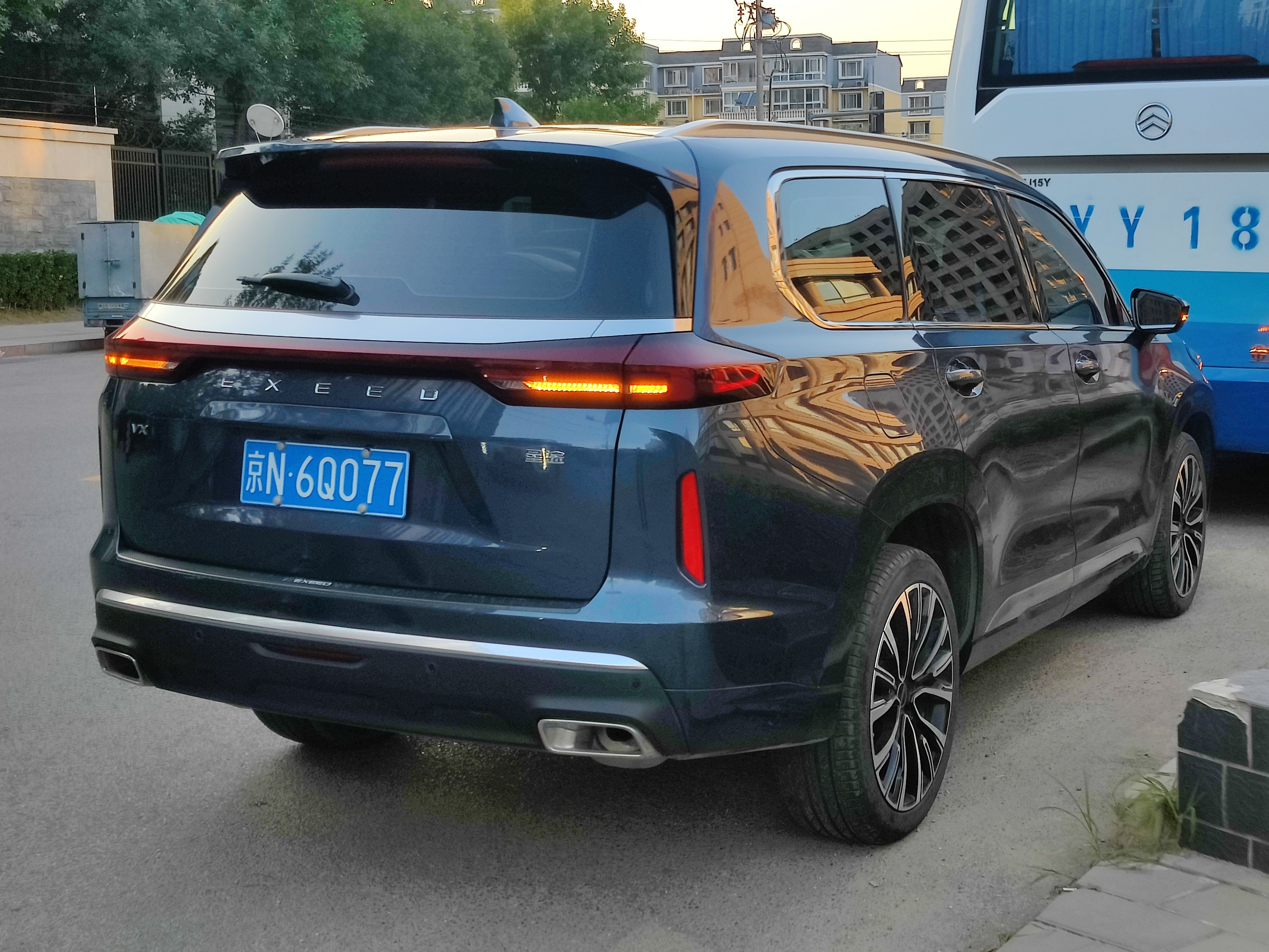
Heckansicht
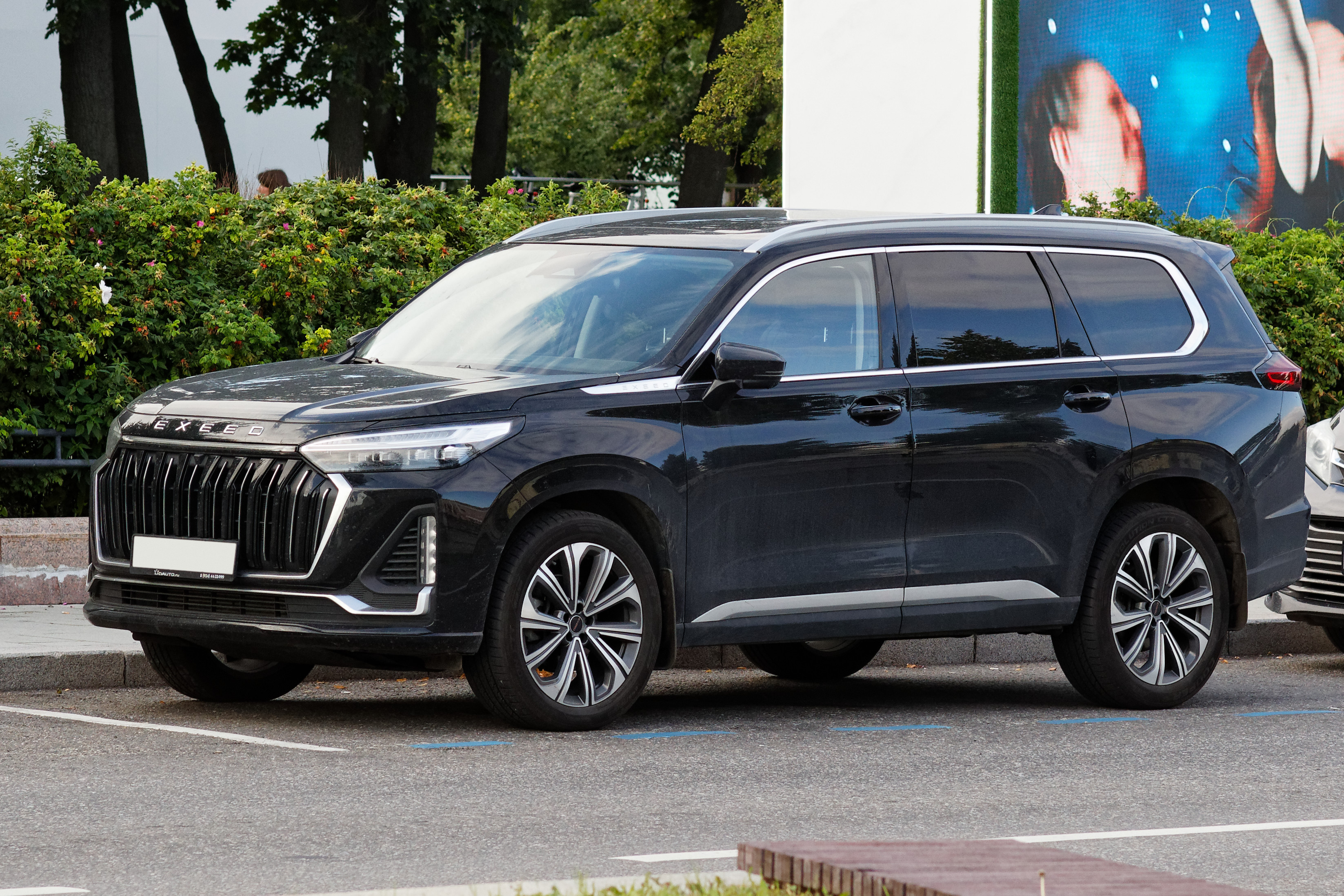
Chery Exeed VX (2023–2025)
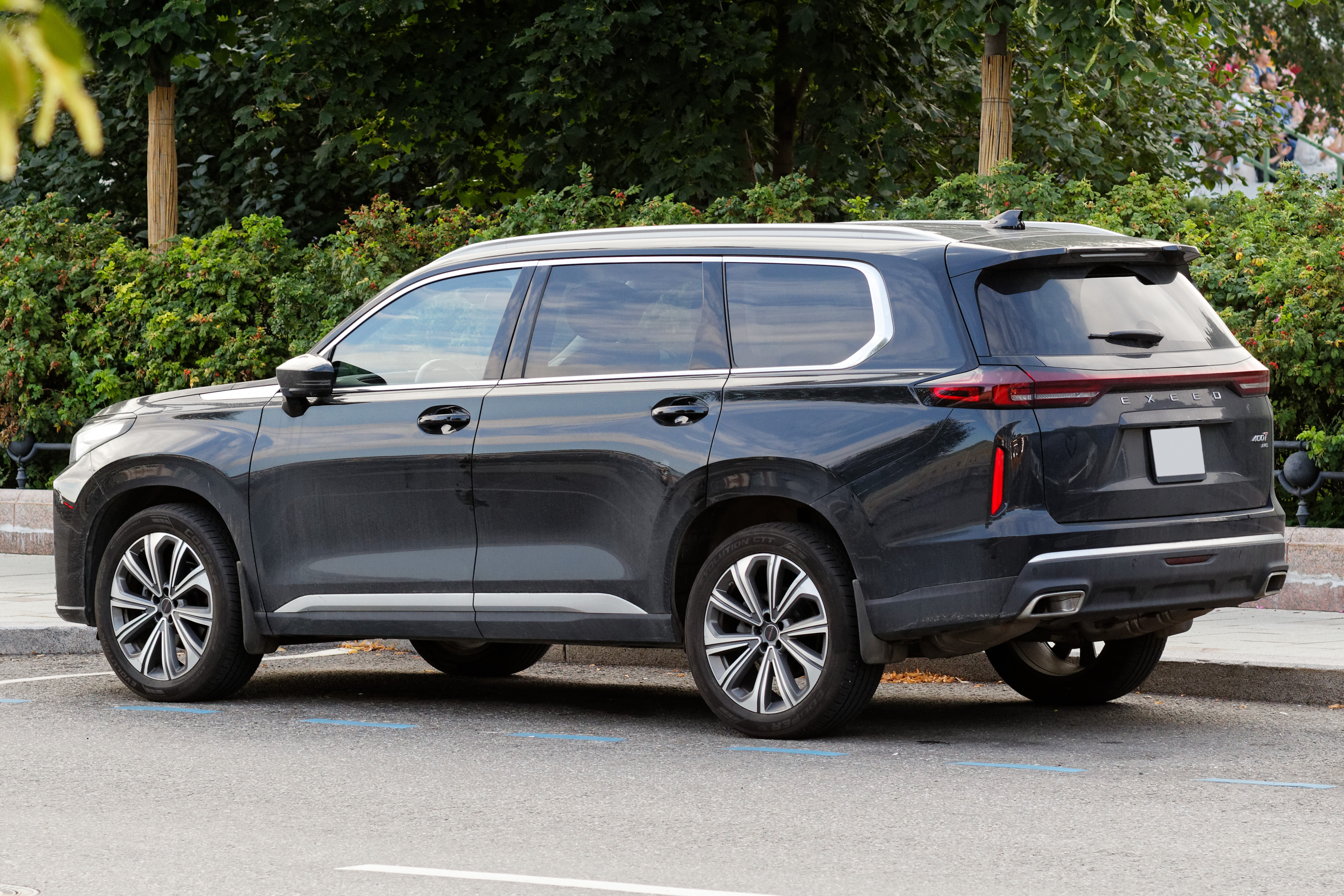
Heckansicht
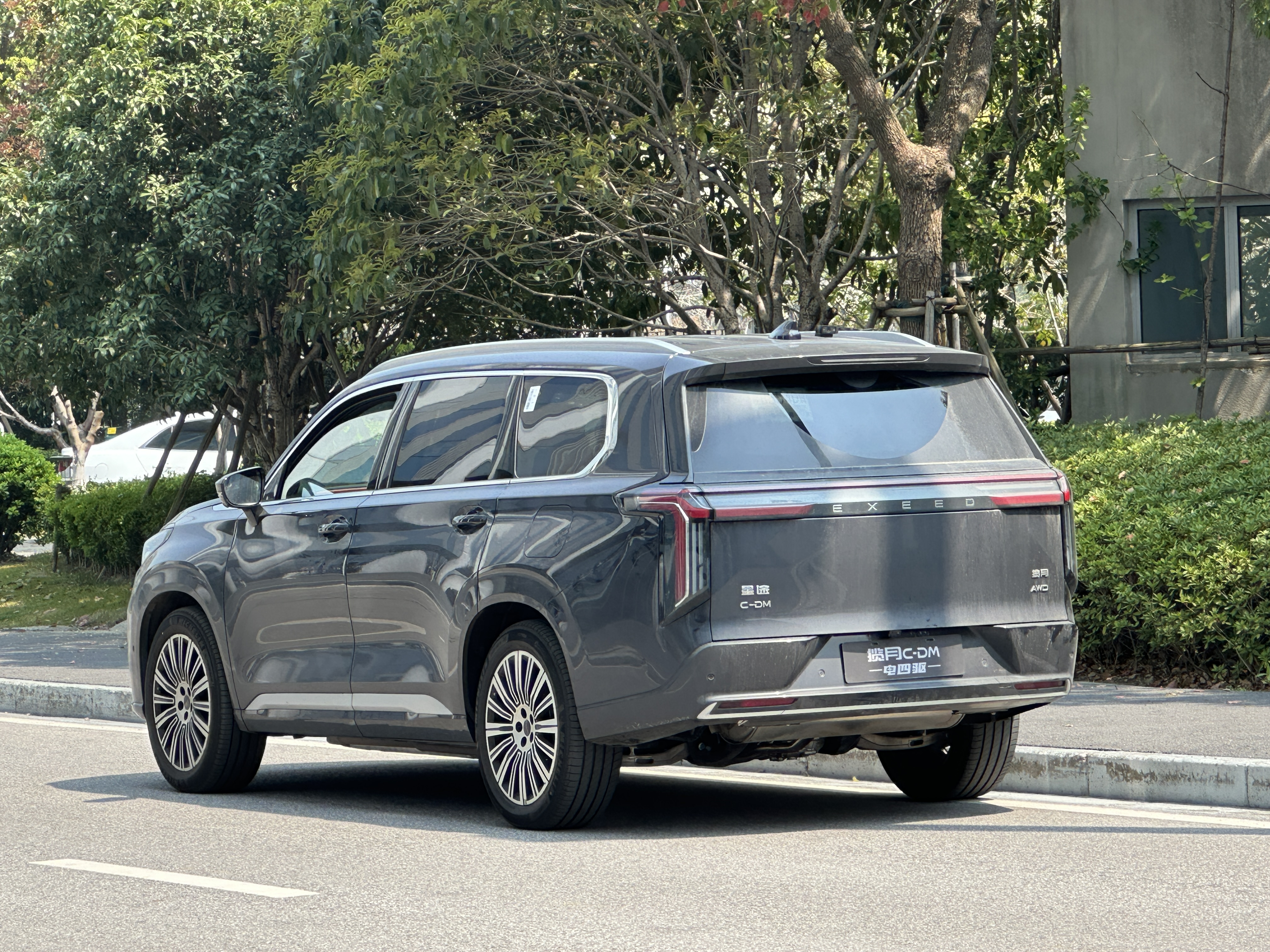
Chery Exeed VX (seit 2025)
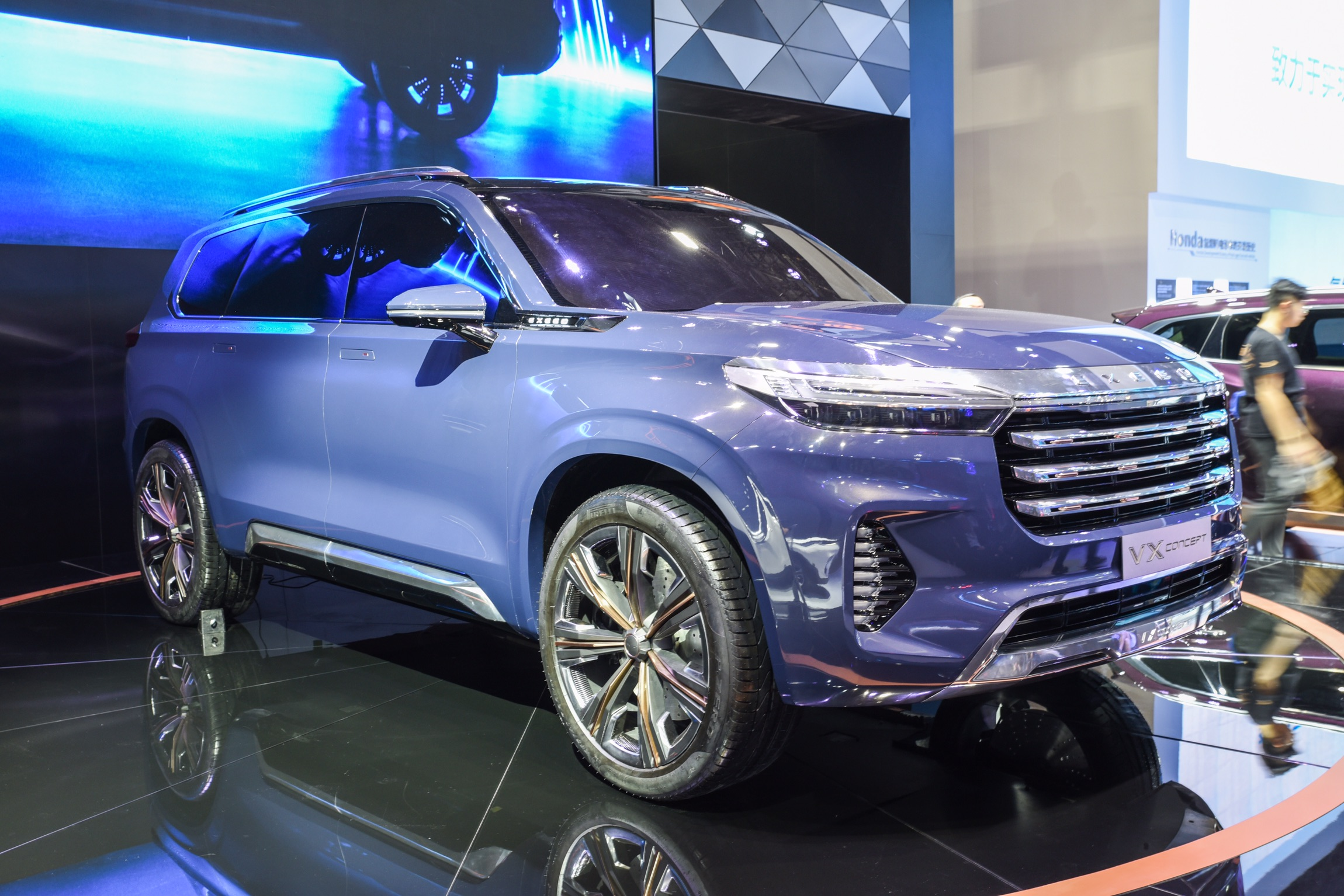
Chery Exeed VX Concept auf der Guangzhou Auto Show 2019
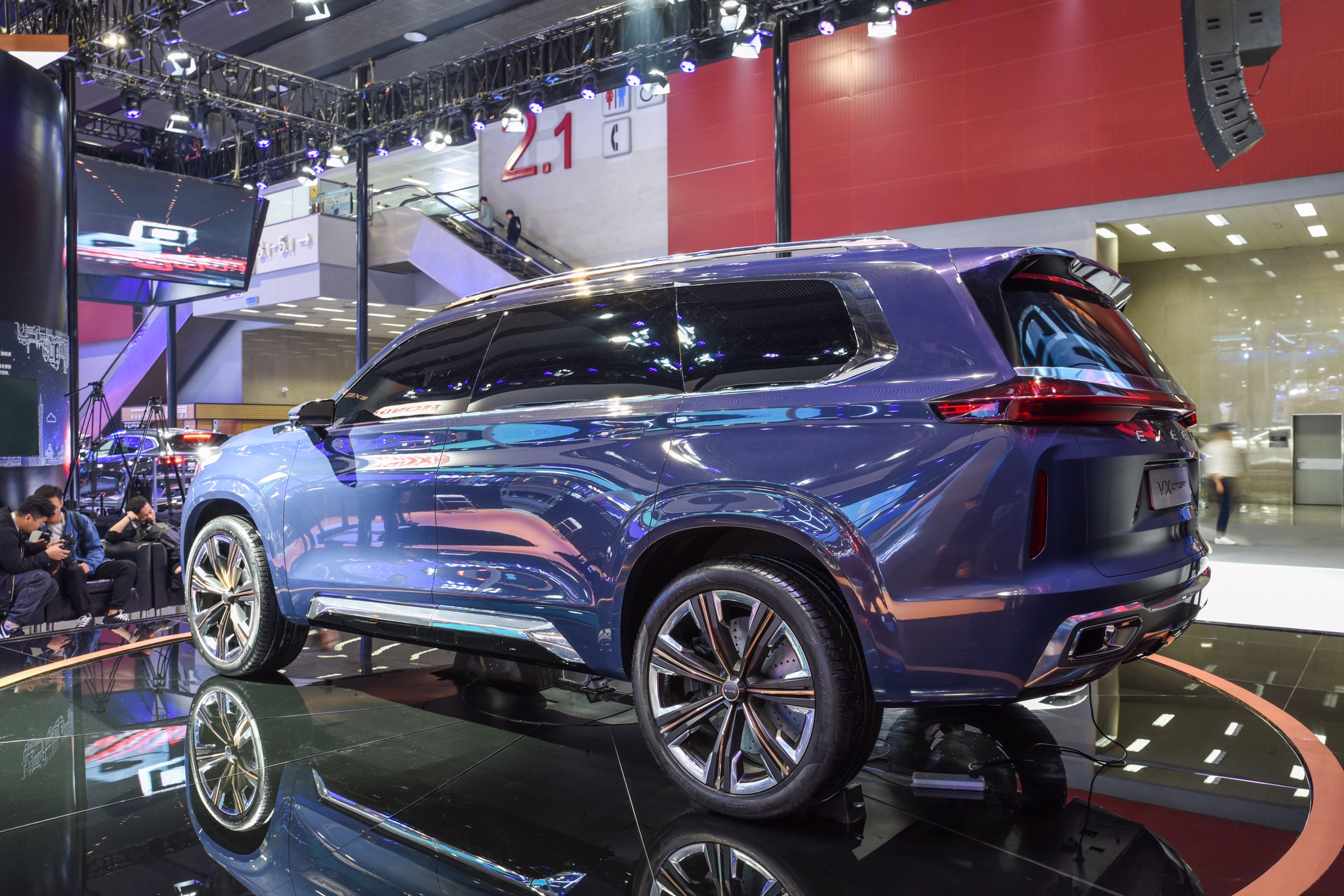
Heckansicht

## Technische Daten
Angetrieben wird der VX entweder von einem 145 kW (197 PS) starken 1,6-Liter-Ottomotor oder einem bis zu 192 kW (261 PS) starken 2,0-Liter-Ottomotor. Beide haben ein 7-Stufen-Doppelkupplungsgetriebe und Vorderradantrieb. Für die stärkere Variante steht auch Allradantrieb zur Verfügung. Im Februar 2025 folgte ein 1,5-Liter-Plug-in-Hybrid.
|                                             | VX 290T                          | VX 390T                          | VX 400T                          | VX                               | VX                         | VX CM-D                         |
| ------------------------------------------- | -------------------------------- | -------------------------------- | -------------------------------- | -------------------------------- | -------------------------- | ------------------------------- |
| Bauzeitraum                                 | 03/2021–09/2021                  | 03/2021–09/2021                  | seit 09/2021                     | 12/2021–12/2023                  | seit 12/2023               | seit 02/2025                    |
| Markt                                       | China                            | China                            | China                            | Russland                         | Russland                   | China                           |
| Motorkenndaten                              |                                  |                                  |                                  |                                  |                            |                                 |
| Motortyp                                    | R4-Ottomotor                     | R4-Ottomotor                     | R4-Ottomotor                     | R4-Ottomotor                     | R4-Ottomotor               | R4-Ottomotor + 2 Elektromotoren |
| Motoraufladung                              | Turbolader                       | Turbolader                       | Turbolader                       | Turbolader                       | Turbolader                 | Turbolader                      |
| Hubraum                                     | 1598 cm³                         | 1998 cm³                         | 1998 cm³                         | 1998 cm³                         | 1998 cm³                   | 1499 cm³                        |
| max. Leistung Verbrennungsmotor bei min−1   | 145 kW (197 PS) / 5500           | 187 kW (254 PS) / 5500           | 192 kW (261 PS) / 5500           | 183 kW (249 PS) / 5500           | 183 kW (249 PS) / 5500     | 115 kW (156 PS) / 5200          |
| max. Leistung Elektromotoren                | —                                | —                                | —                                | —                                | —                          | 340 kW (462 PS)                 |
| max. Systemleistung                         | —                                | —                                | —                                | —                                | —                          | 455 kW (619 PS)                 |
| max. Drehmoment Verbrennungsmotor bei min−1 | 290 Nm / 2000–4000               | 390 Nm / 1750–4000               | 400 Nm / 1750–4000               | 385 Nm / 1750–4000               | 385 Nm / 1750–4000         | 220 Nm / 2500–4000              |
| max. Drehmoment Elektromotoren              | —                                | —                                | —                                | —                                | —                          | 700 Nm                          |
| max. Systemdrehmoment                       | —                                | —                                | —                                | —                                | —                          | 920 Nm                          |
| Kraftübertragung                            |                                  |                                  |                                  |                                  |                            |                                 |
| Antrieb, serienmäßig                        | Vorderradantrieb                 | Vorderradantrieb                 | Vorderradantrieb                 | Allradantrieb                    | Allradantrieb              | Allradantrieb                   |
| Antrieb, optional                           | —                                | (Allradantrieb)                  | (Allradantrieb)                  | —                                | —                          | —                               |
| Getriebe, serienmäßig                       | 7-Stufen-Doppelkupplungsgetriebe | 7-Stufen-Doppelkupplungsgetriebe | 7-Stufen-Doppelkupplungsgetriebe | 7-Stufen-Doppelkupplungsgetriebe | 8-Stufen-Automatikgetriebe | 3-Stufen-Hybridgetriebe         |
| Messwerte                                   |                                  |                                  |                                  |                                  |                            |                                 |
| Leergewicht                                 | 1771 kg                          | 1827 kg (1908 kg)                | 1827 kg (1908 kg)                | 1983 kg                          | 1995 kg                    | 2280 kg                         |
| Höchstgeschwindigkeit                       | 180 km/h                         | 200 km/h (195 km/h)              | 200 km/h (195 km/h)              | 195 km/h                         | 195 km/h                   | 180 km/h                        |
| Beschleunigung, 0–100 km/h                  | k. A.                            | k. A. (8,1 s)                    | k. A.                            | 8,5 s                            | 9,3 s                      | 5,0 s                           |
| Kraftstoffverbrauch auf 100 km, kombiniert  | 7,9 l Super                      | 7,9 l Super (8,5 l Super)        | 7,9 l Super (8,5 l Super)        | 8,5 l Super                      | 8,2 l Super                | 1,5 l Super                     |
| Tankinhalt                                  | 50 l                             | 65 l                             | 65 l                             | 65 l                             | 65 l                       | 70 l                            |
| Energieinhalt Akku                          | —                                | —                                | —                                | —                                | —                          | 34,46 kWh                       |
| Abgasnorm                                   | China VIb                        | China VIb                        | China VIb                        | Euro 6                           | Euro 6b                    | China VIb                       |

* Werte in runden Klammern gelten für Modelle mit optionalem Antrieb.